# Quercus arbutifolia
Espèce
Classification phylogénétique
Quercus arbutifolia est une espèce d'arbustes du sous-genre Cyclobalanopsis. L'espèce est présente au Viêt Nam et à Bornéo.